# Clara Blandick
Clara Blandick właśc. Clara Dickey (ur. 4 czerwca 1881 w Hongkongu, zm. 15 kwietnia 1962 w Los Angeles) – amerykańska aktorka filmowa i teatralna, której kariera rozpoczęła się w czasach kina niemego.

## Życiorys
Clara Blandick urodziła się jako Clara Dickey w Hongkongu. Jej ojcem był Isaac Dickey, kapitan małego amerykańskiego statku, a matką Hattie Dickey z domu Mudgett. Dorastała w Bostonie, Massachusetts. Zaczęła tam karierę aktorską grając w spektaklu „Richard Lovelace” około 1898. W 1900 przeniosła się do Nowego Jorku, gdzie zagrała w sztuce „If I Were King” w Teatrze Garden. 7 grudnia 1905 roku na Manhattanie w Nowym Jorku wyszła za mąż za inżyniera górniczego Harry`ego Stauntona Elliotta, ale rozwiedli się siedem lat później, nie mieli dzieci. W 1911 zagrała w swoim pierwszym filmie, był to niemy film The Maid's Double. W następnym roku wystąpiła na Broadwayu w sztuce Widow by Proxy. Podczas I wojny światowej była wolontariuszką w Amerykańskim Korpusie Ekspedycyjnym we Francji. W 1929 przeniosła się do Hollywood i szybko stała się niezawodną aktorką w drugoplanowych rolach w filmach takich jak Tom Sawyer (1930) i Huckleberry Finn (1931). W 1939 wcieliła się w rolę cioci Em w filmie Czarnoksiężnik z Oz. Ta rola przyniosła jej największą popularność. Szacuje się, że pojawiła się w od 100 do 200 filmach. Jej ostatnią rolą była gospodyni w Love That Brute (1950). Po tym filmie wycofała się z aktorstwa w wieku 69 lat i spędziła resztę życia w Hollywood Roosevelt Hotel. W latach 50. stan jej zdrowia zaczął się pogarszać, cierpiała na artretyzm i zaczynała ślepnąć. 15 kwietnia 1962 roku wróciła z nabożeństwa z okazji Niedzieli Palmowej, wzięła dużą dawkę tabletek nasennych i położyła się na kanapie. Napisała list pożegnalny, w którym stwierdziła: „Mam zamiar doświadczyć wielkiej przygody. Nie mogę znieść tego bólu dłużej. Jest w całym moim ciele, a nie potrafię się zmierzyć też z nadchodzącą ślepotą. Modlę się do Pana, aby przyjął moją duszę. Amen.”. Po kilku godzinach ciało znalazła jej gosposia i przyjaciółka – Helen Mason. Miała 82 lata. Blandick spoczęła na cmentarzu Forest Lawn Memorial Park.